# Time Is Up
Time Is Up è un film del 2021 diretto da Elisa Amoruso.

## Trama
Vivien e Roy sono l'uno l'opposto dell'altra. Studentessa modello e proveniente da una famiglia agiata lei, giovane pieno di complessi e che abita in una roulotte lui. I due sembrano incompatibili e le loro vite sono molto diverse. Quando Vivien decide di andare a Roma per fare una sorpresa al suo ragazzo, incontra Roy, compagno di squadra di Steve, e rimane affascinata dalla sua enorme sensibilità celata dietro la sua aria da cattivo ragazzo e se ne innamora. Rientrata in hotel dopo una giornata indimenticabile con Roy, trova Steve che dorme assieme al suo allenatore, con cui ha una relazione e, sconvolta, accusa Roy di aver sempre saputo tutto e nonostante tutto averglielo nascosto. I due hanno una discussione durante la quale Vivien, finita in strada, viene investita da un'automobile. Trasportata di nuovo negli Stati Uniti, rimane in coma per un po' di tempo e, dopo essersi svegliata, fatica a riacquisire la memoria degli avvenimenti accaduti la sera dell'incidente. Soltanto dopo aver visto le foto scattate da Roy con la polaroid quel giorno a Roma , i ricordi iniziano a riaffiorare. Lasciato Steve, che le confessa di averla tradita negli ultimi tre mesi con l'allenatore di nuoto, Vivien e Roy possono vivere il loro amore.

## Distribuzione
Il film è stato distribuito nelle sale cinematografiche italiane dal 25 ottobre 2021.

## Sequel
Il 27 ottobre 2022 è uscito il sequel, intitolato Time Is Up 2.